# Evangelický kostel svaté Trojice (Prešov)
Evangelický kostel svaté Trojice je kostel slovenské evangelické církve, který se nachází na Hlavní ulici v Prešově na Slovensku. Jedná se o renesanční stavbu, která byla 17. dubna 1963 prohlášena za národní kulturní památku.

## Historie
Základní kámen kostela byl položen v roce 1642 a vysvětil ho evangelický kněz Jakub Jakobeus (1591–1645). Stavba kostela byla ukončena roku 1647. V roce 1671 byl kostel evangelíkům zabaven po potlačení Vešeléniho spiknutí v předcházejícím roce a do užívání ho dostali Jezuité. V roce 1682 během povstání Imricha Tökölyho byl kostel evangelíkům navrácen, ale v roce 1687 byl opět spravován jezuity. V roce 1705 vypuklo povstání Františka II. Rákocziho a kostel se dostal opět do rukou evangelíkům. V roce 1711 po potlačení povstání vydala královna Eleonora Magdaléna dne 25. června nařízení, v němž přikazuje evangelíkům kostel opustit a postavit si nový na předměstí. Kostel opět spravovali jezuité. V roce 1773 po zrušení řádu jezuitů, přešel kostel na stát. V roce 1784 evangelíci odkoupili kostel od magistrátu za 6000 zlatých a převzal ho církevní dozorce Zikmund Toporcer. Kostel užívaly současně dva církevní sbory – slovenský a německý (později německo-maďarský). Měly v té době 2606 členů, z čehož bylo 1553 Slováků. Dne 5. července 1788 během velkého požáru ve městě shořela věž a střecha. V roce 1913 zachvátil kostel poslední velký požár, při kterém bylo poškozeno i vnitřní vybavení, původní oltářní obraz od Karla Brocka, dvorního malíře královny Viktorie. Byl nahrazen stejným, na jeho namalování se podíleli Mikuláš Jordán a Ernest Rákoši. Po vzniku Československa v roce 1918 se slovenští evangelíci vyčlenili z uherské církve. V roce 1930 vzrostl význam kostela poté, co se Prešov stal sídlem Východního distriktu, což trvalo až do roku 1945. Znovu byl obnoven roku 1994.

## Architektonický vývoj
Kostel je významnou ukázkou renesanční stavby kostela na Slovensku. Interiér má jednolodní dispozici, trojboký závěr, chóry po obou stranách lodi, v severní části se nachází emporu s varhanami. Samotná budova má masivní charakter, má jen sanktusník ukončený hvězdou. Hlavní portál je na severní straně od kolegia a boční ze západu od bývalé církevní lidové školy, pozdější Knihovny P. O. Hviezdoslava, ve které sídlí Britské centrum.
Vnitřní výzdoba je skromná, což odpovídá odpovídá duchu protestantismu. Mramorová výzdoba je jen znázorněna iluzivní malbou. Sakristie se nachází nalevo od oltáře a v suterénu kostela v prostoru oltáře se nachází krypta.
Vnější vzhled kostela se během jeho existence výrazněji nezměnil. V době, kdy kostel vlastnili jezuité, nechali v roce 1716 propojit kolegium a severní emporu kostela pomocí klenuté zastřešené chodbou. Také nechali postavit kolem kostela a kolegia zeď, čímž vytvořili uzavřenou rezidenci. Tyto prvky ale evangelíci roce 1867 při přestavbě kolegia odstranili a tak vrátili kostelu původní vzhled. Na chórech bylo původně dřevěné zábradlí, toto však jezuité nechali vyzdít v roce 1728.
Další opravy byly často vynucené po zásazích ničivých událostí. V milostivém létě 1850 za působení pastora Schwarze proběhla oprava hlavního portálu. V roce 1867 nechal kostel opravit kněz Johann Stehle (1824–1912), který byl v letech 1864–1895 seniorem Šarišsko-zemplínského seniorátu. V roce 1905 proběhla důkladná rekonstrukce kostela díky farářům L. Liptaiem a Lajosem Draskóczym. S nákladem 16 719 korun byly vysušeny zdi, vymalováno, osazeny dřevěné obklady do výšky oken, osazeny skleněné tvárnice do oken a položena keramická dlažba. Další oprava následovala v roce 1914 po požáru z 13. května 1913, který poškodil varhany, zničil oltář s oltářním obrazem a pošpinil malby. Náklady na restaurování byly provedeny díky místní ale i zemské sbírce, kterou odsouhlasilo ministerstvo vnitra. Náklady činily 28 148 korun. Zakončení prací proběhlo 6. prosince 1914 během slavnostní bohoslužby. Poslední důkladná obnova proběhla v letech 1980–1982 pod vedením kněze a seniora Jána Midriaka.

## Sakristie
Sakristie se nachází nalevo od oltáře a vstup má vedle kazatelny. Uzavírají ji renesanční dveře ze 16. století s původním kováním a klíčem. Hned vedle kazatelny je i pamětní tabule evangelickému faráři Matějovi Bahýľovi.

## Krypta
Původní přístup do krypty nacházející se pod kazatelnou v části předoltářního prostoru nechali evangelíci uzavřít. Krypta byla upravena za období jezuitů a rozšířená nimi v roce 1754. Jsou v ní pohřbeni jezuité. Nejvýznamnější mezi nimi jsou superior Juraj Postek a František Perger, který vedl stavbu Kalvárie. K uzavření krypty došlo na základě rozhodnutí nerušit klid své odpůrce a ukončit další pohřbívání v kryptě. Přístup do krypty tedy není možný, došlo však k vniknutí vandalů přes zamřížované okno zvenčí a legálně dvakrát ve 20. století během rekonstrukcí, naposledy 8. prosince 2003 během izolace základů.

## Oltář
Oltář pochází z roku 1865. Je zhotoven ze dřeva v klasicistním slohu stavitelem Jánem Maršálkem podle plánů stavitelů Bély Gerstera a Freye. Původní oltář byl odstraněn jezuity v roce 1673. Na oltáři se nachází obraz s biblickým námětem Ježíš se Samaritánkou od Karla Brocka. Ten jej namaloval na žádost evangelického faráře Morice Kolbenheyera, se kterým se přátelil. Namaloval ho v letech 1845–1846. Z Londýna byl dopraven přes Hamburk, Vídeň a Sopron do Prešova. Kvůli obraz bylo nutno zhotovit nový oltář, do kterého bylo zase třeba domalovat jeho obloukovou část. Nový oltář byl pak vysvěcen v lednu 1865.
Požár v 1913 roce obraz zničil. Uvažovalo se dokonce, že obraz byl ukraden a požár měl krádež zamaskovat. Oltář byl opraven roku 1914 a namísto obrazu bylo vloženo bílé plátno s černým křížem. Bylo rozhodnuto namalovat stejný obraz, k čemuž se v roce 1922 zavázali malíři Mikuláš Jordán (1892–1972) a Ernest Rákoši (1881–1973). Obraz zhotovili udělali podle dochovaných fotografií a barevné sladění získali díky starší kopii, kterou udělal košický umělec Vojtech Klimkovič. Roku 1924 byl obraz dokončen a vsazen do oltářního rámu. Oltář posvětil senior Matej Slabej.
V horní části oltáře se v kruhovém medailonu nachází beránek ležící na černé knize, z níž vycházejí zlaté paprsky, symbolizující nevinnost Ježíše Krista. Zakončen je bílým křížem.

## Varhany
Varhany jsou jednou z významných barokních památek v Prešově. Nacházejí se na severní empoře, kde se uprostřed zdobeného zábradlí nachází postava Ježíše Krista, obklopená apoštoly a evangelisty. Nalevo je apoštol Petr s klíči, pak evangelisté Marek se lvem a Matouš s člověkem. Napravo jsou evangelisté Jan s orlem, Lukáš s býkem a apoštol Pavel s mečem. Varhany mají nahoře plastiku krále Davida hrajícího na harfu. Před ním je znak Prešova z roku 1558. Varhanní skříň je po bocích zdobená čtyřmi anděly, horní dva v rukou s trubkami a palmovými listy. Níže po stranách skříně jsou další dva hrající na housle. Varhanní skříň je zdobena po stranách dekorací s motivem vinné révy. Varhany jsou také zdobeny pěti okřídlenými hlavami andělů a dvěma sloupy zakončenými hermou. Varhany mají v současnosti 1530 malých a velkých píšťal.
Varhany byly postaveny v letech 1642–1647 a prošly několika rekonstrukcemi, na kterých se podepsaly samotné události spojené s kostelem a evangelickou církví. V roce 1787, čtyři roky po odkoupení od státu, je nechal zrekonstruovat prešovský senátor Samuel Steller, pozlatit a doplnit o barokní výzdobu. Rekonstrukci dokončil v dubnu 1787 Jozefe Borovetzki. Varhany v roce 1813 vyčistil a opravil Franz Gatt z Rakouska, v letech 1862–1864 totéž provedl Jozef Reiszmayer. V roce 1914 byly varhany opraveny kvůli požáru v předchozím roce, byl přidán motor na elektrický pohon. V roce 1947 a v letech 1980–1981 prošly varhany důkladnou očistou. Poslední velká rekonstrukce s vyladěním proběhla v roce 1997 za působení sborového faráře Jána Bakalára.

## Galerie

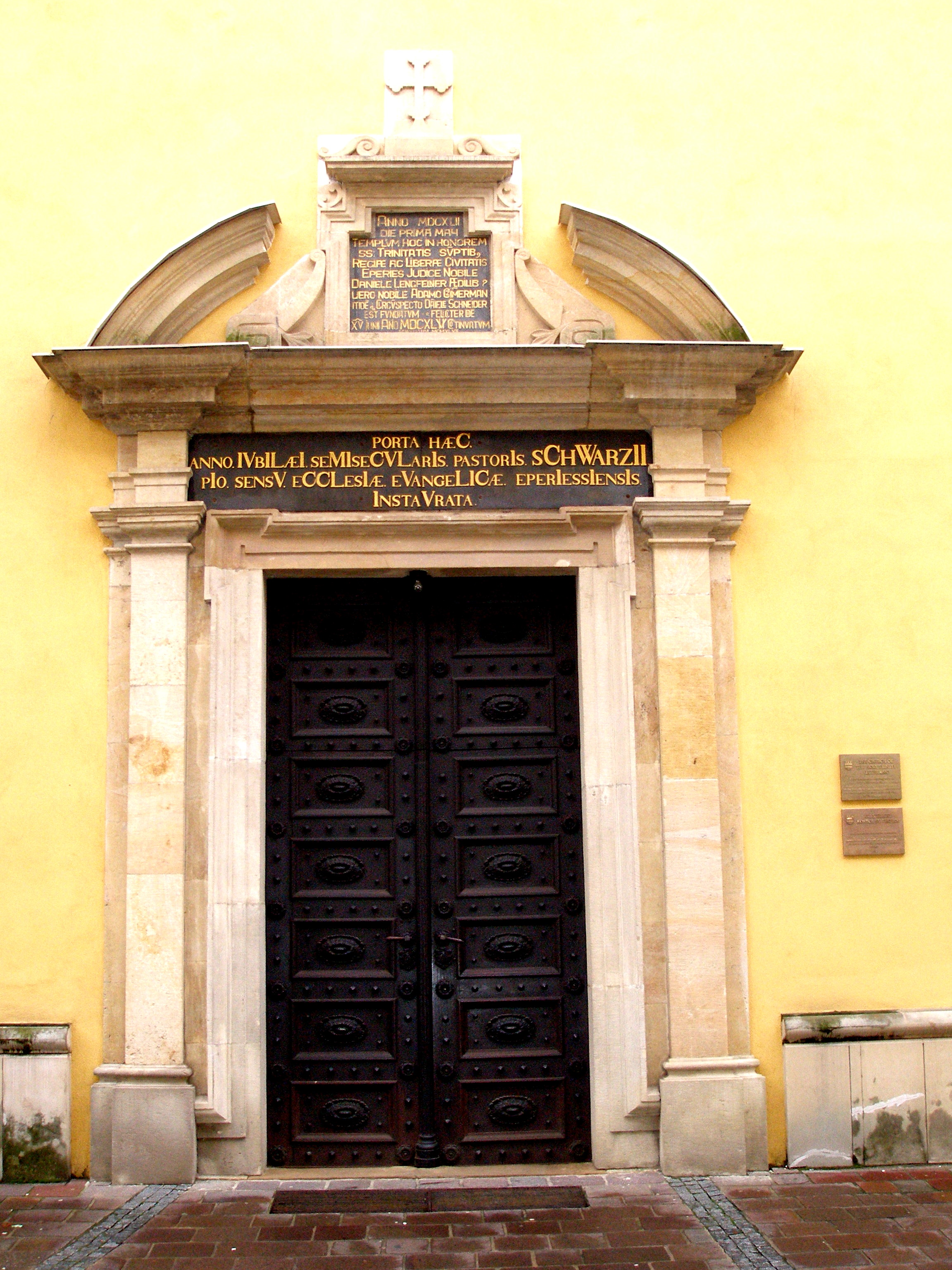
Hlavní portál na severní straně
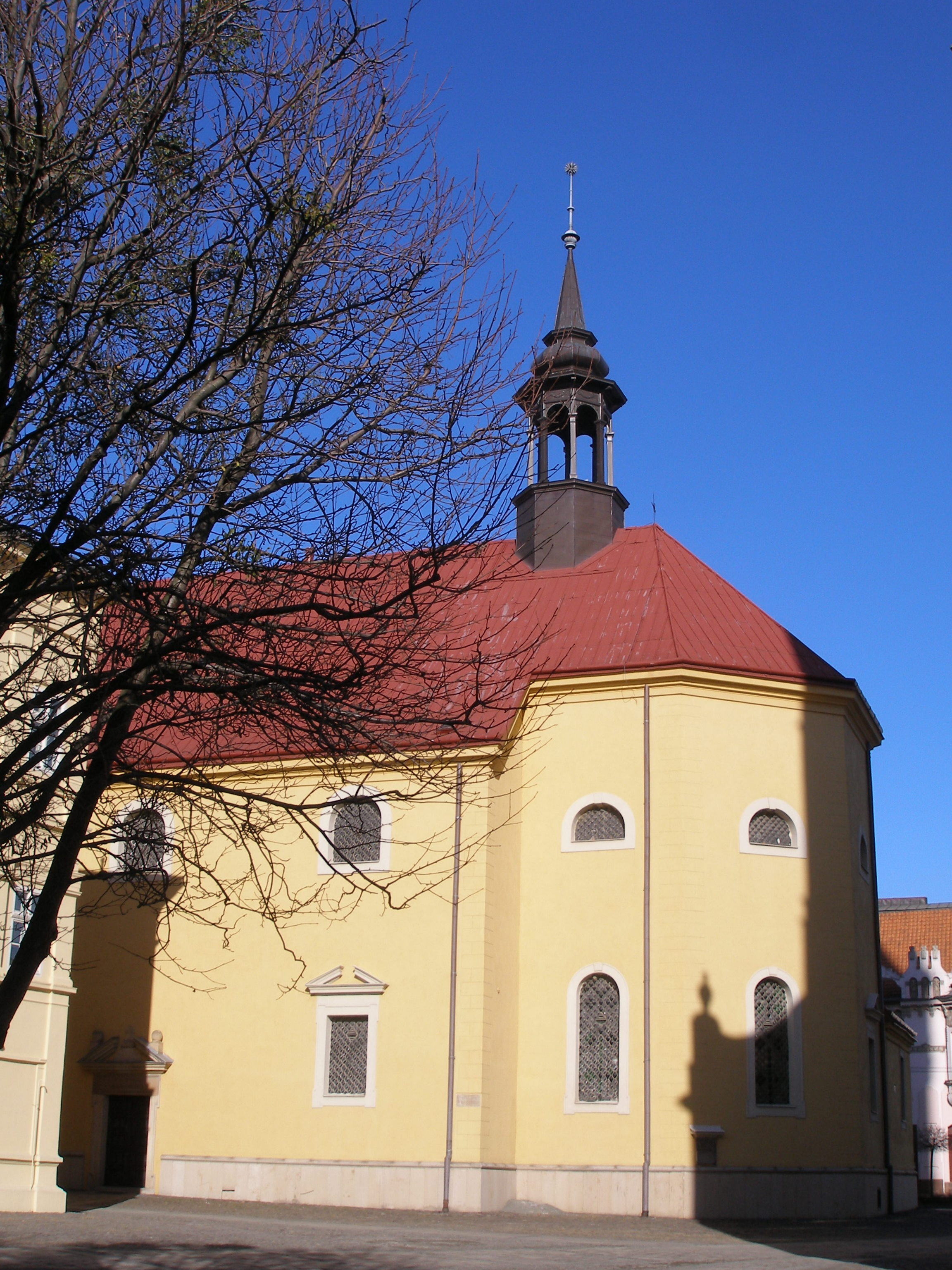
Kněžiště
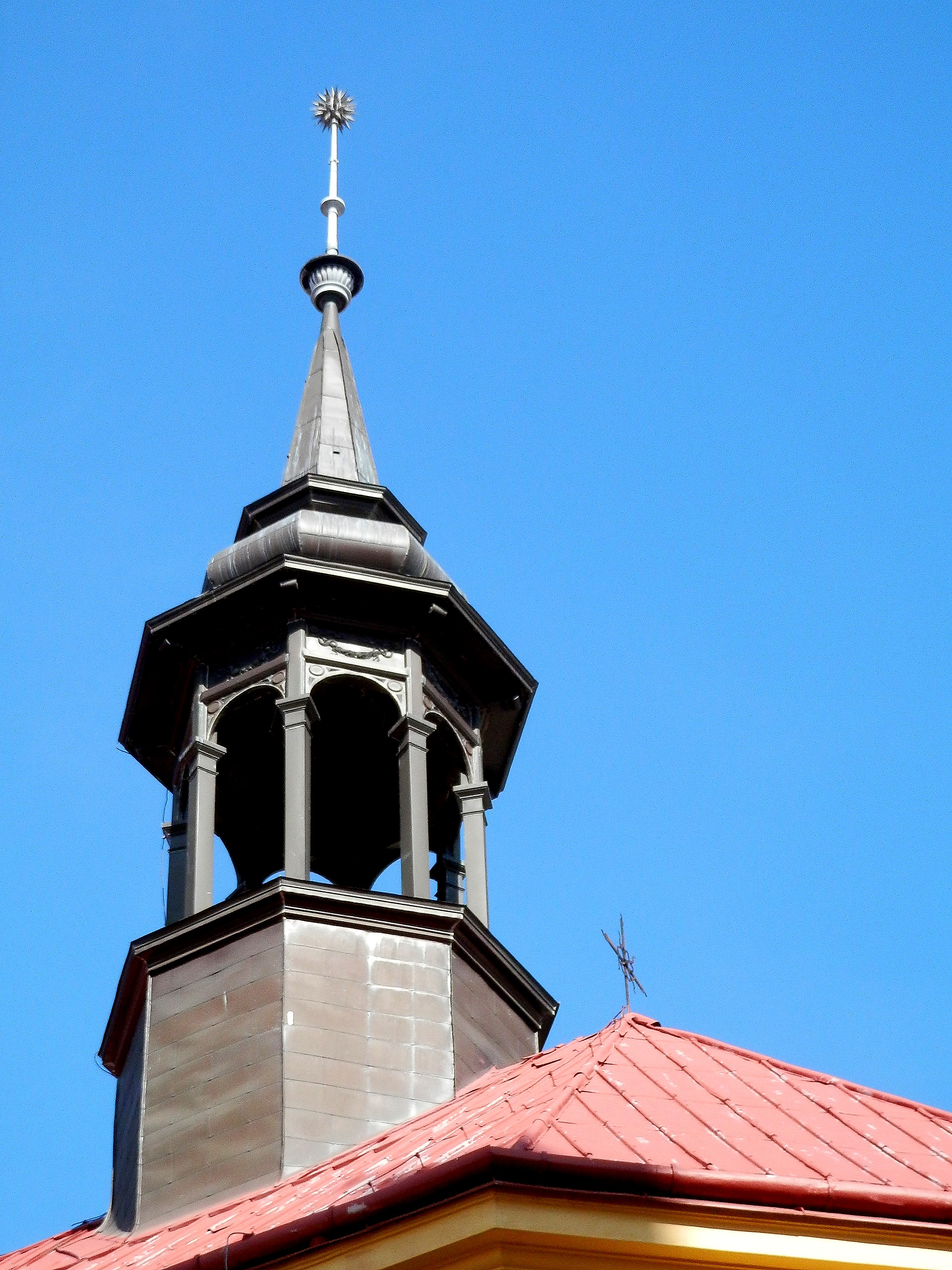
Sanktusník
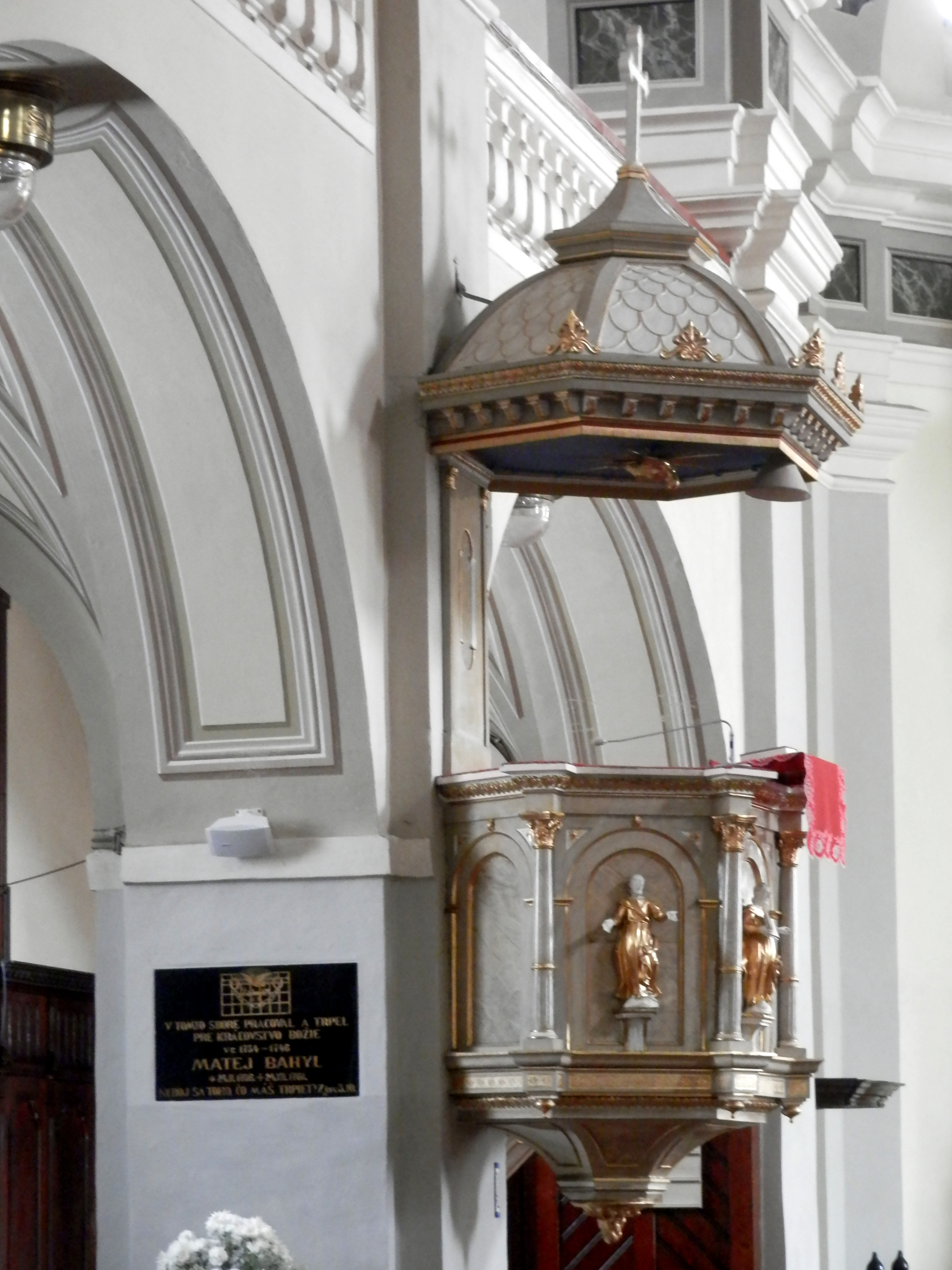
Kazatelna
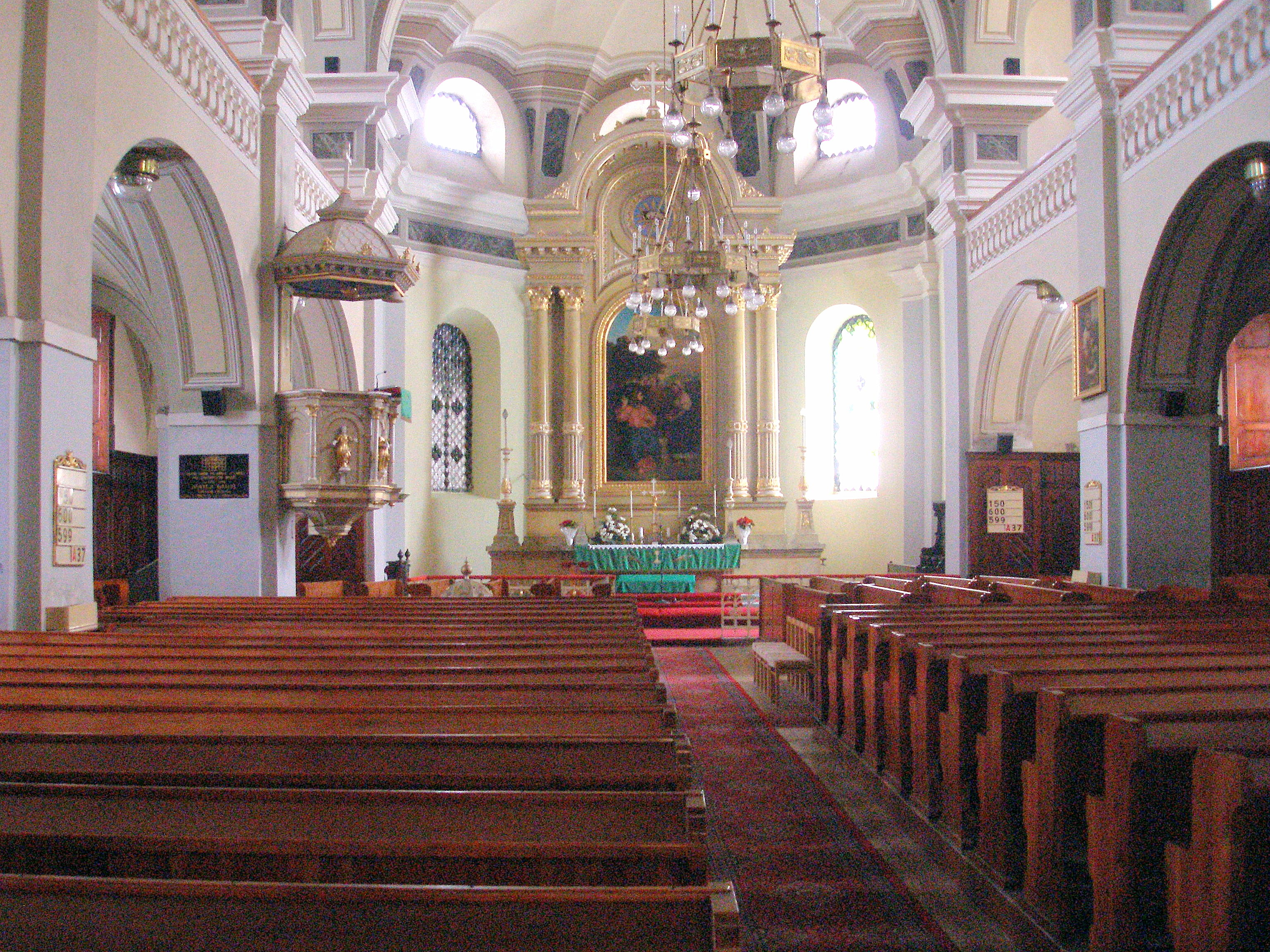
Interiér lodi